# Goffredo da Trani
Goffredo da Trani (né à Trani dans les  Pouilles, Italie, et mort à Rome entre le 3 et le 6 juin 1245) est un cardinal italien du XIIIe siècle.

## Biographie
Goffredo da Trani  étudie à l'université de Bologne et est auditeur litterarum contradictarum, prébendaire de Gainford, dans le diocèse de Durham en Angleterre. Il est professeur à l'université de Naples. Da  Trani est l'auteur d' Apparatus glossarum in Decretales Gregorii IX, récrit comme Summa super casibus decretorum, et de 8 constitutions d'Innocent IV.
Le pape Innocent IV le crée cardinal lors du consistoire du 28 mai 1244. Il meurt peu avant l'ouverture du Ier concile de Lyon en 1245.